# Resolució 1482 del Consell de Seguretat de les Nacions Unides
La Resolució 1482 del Consell de Seguretat de les Nacions Unides fou adoptada per unanimitat el 19 de maig de 2003. Després d'assenyalar la correspondència entre el president del Consell de Seguretat de les Nacions Unides i el president del Tribunal Penal Internacional per a Ruanda i el president de la Cort Penal Internacional, el Consell va ampliar els mandats de quatre jutges permanents al TPIR per permetre'ls disposar d'alguns casos en curs.
En resposta a una petició del Secretari General Kofi Annan, el Consell de Seguretat va estendre els termes de quatre jutges que no van ser reelegits per un segon mandat en les eleccions del 31 de gener de 2003, i els termes van vèncer el 24 de maig de 2003. Havien començat els casos abans que expiressin els seus termes. La decisió es va prendre per no tornar a començar els judicis amb nous jutges, tornar a escoltar testimonis i representar arguments. Els quatre jutges eren:
(a) el jutge Pavel Dolenc (Eslovènia), per completar el cas Cyangugu;
(b) El jutge Jakov Ostrovskyij (Rússia), per completar el cas Cyangugu;
(c) El jutge Winston Maqutu (Lesotho), per completar els casos Kajelijeli i Kamuhanda;
(d) Jutge Navanethem Pillay (Sud-àfrica), per completar el cas dels mitjans de comunicació.
La resolució va assenyalar que es preveia que el cas Cyangugu es completés a la fi de febrer de 2004, mentre que els casos de Kajelijeli, Kamuhanda i Media es van completar a la fi del mes de desembre de 2003. Es va demanar al president del TPIR que proporcionés tres informes, entre l'1 d'agost i el 15 de novembre de 2003 i el 15 de gener de 2004, relatius al progrés dels casos esmentats en la resolució actual del Consell de Seguretat.